# Västerlövsta församling
Västerlövsta församling är en församling i Västerlövsta pastorat i Upplands västra kontrakt i Uppsala stift. Församlingen ligger i Heby kommun i Uppsala län.

## Administrativ historik
Församlingen har medeltida ursprung och har varit och är moderförsamling i pastoratet Västerlövsta och Enåker som från 1962 utökades med Huddunge församling.

## Kyrkor
- Västerlövsta kyrka